# Rue Arthur Roland
Pour les articles homonymes, voir Arthur et Roland.
La rue Arthur Roland (en néerlandais : Arthur Rolandstraat) est une rue bruxelloise de la commune de Schaerbeek qui court le long de l'avenue Charles Gilisquet à hauteur de la place Bichon.
Arthur Roland est un héros belge, né à Nimy le 22 février 1857 et décédé à Schaerbeek le 26 juillet 1916 fusillé par les Allemands lors de la Première Guerre mondiale.

## Adresses notables
- nos 1 à 15 : Immeubles du Foyer Schaerbeekois